# Mark Caughey
Mark Caughey (* 27. August 1960 in Belfast) ist ein ehemaliger nordirischer Fußballspieler. Als Stürmer und Flügelspieler startete er seine Profikarriere spät im Alter von 25 Jahren und war nach nur einem Jahr im Profigeschäft Teil des nordirischen Kaders der WM-Endrunde 1986 in Mexiko. Er sollte sich danach jedoch nicht mehr auf Erstliganiveau behaupten können und so blieben die zwei Länderspiele für Nordirland im Jahr 1986 seine einzigen Auftritte.

## Sportlicher Werdegang
Caugheys Weg in den Profifußball war alles andere als vorgezeichnet. Als er die Dundonald Boys School besuchte, schaffte er es nicht in die dortige Fußballmannschaft und zog Rugby vor. Erst als er nach dem Schulabschluss Polizist bei der Royal Ulster Constabulary wurde, konnte er sich dort zu Beginn der 1980er-Jahre im Amateurfußball behaupten. Als er bereits auf seinen 25. Geburtstag zuging, zeigte sich der nordirische Erstligist Linfield FC an ihm interessiert. Er heuerte im Sommer 1985 in Linfield an und in seiner einzigen Saison dort schoss er 16 Pflichtspieltore auf dem Weg zum Gewinn der nordirischen Meisterschaft.
Quasi als „Nobody“ gelang es Caughey dazu, sich ins Sichtfeld der nordirischen Nationalmannschaft zu katapultieren. Nachdem er am 26. Februar 1986 seinen Einstand gegen Frankreich (0:0) und genau einen Monat später das zweite Länderspiel gegen Dänemark (1:1) bestritten hatte, stand er überraschend im Kader für die WM-Endrunde 1986 in Mexiko. Dort sollte er nach Aussage von Trainer Billy Bingham jedoch nur Erfahrungen sammeln und blieb ohne Einsatz. Sein rascher Aufstieg hatte sich aber über die nordirische Grenze hinaus herumgesprochen und um einem kolportierten Wechsel nach England zuvorzukommen, besuchte der Vereinsvorsitzende des schottischen Erstligisten Hibernian Edinburgh das Trainingslager in Mexiko. Schell wurde man sich handelseinig und so schaute Caughey seinem Übergang in den Profibereich mit Optimismus entgegen.
Schnell zeigte sich aber, dass der Wechsel zur Saison 1986/87 unter keinem guten Stern stand. Dies begann mit seinem kontroversen Abgang aus Linfield. Da Caughey Amateurfußballer gewesen war, mussten die „Hibs“ auch keinerlei Entschädigung oder Transfer-Ablösesumme zahlen. In sportlicher Hinsicht konnte der Neuzugang dem höheren Tempo im schottischen Erstligafußball schlecht folgen und auch in der Nationalmannschaft spielte er keine Rolle mehr. Auf Initiative seines Freunds Billy Hamilton legte dieser ein gutes Wort bei seinem Ex-Klub FC Burnley in England ein und so sollte Caughey bei dem Viertligisten ab Februar 1987 Spielpraxis sammeln. Auch hier lief es nicht nach Wunsch und bereits im folgenden Monat ging es für ihn zurück (nunmehr fix) in die erste schottische Liga zu Hamilton Academical. Seine drei Tore zum Saisonausklang konnten den Abstieg zwar nicht verhindern, aber in der folgenden Zweitligaspielzeit 1987/88 fand er zur vormaligen Stärke mit zehn Toren bis Oktober 1987 zurück, die dem Verein später den Wiederaufstieg als Meister brachten. Noch vor Jahreswechsel versuchte er sich erneut in der Scottish Premier Division, nunmehr beim FC Motherwell. Der erneute Anlauf scheiterte ein weiteres Mal und bei seinen raren Bewährungschancen traf er nur einmal – bei seinem Einstand ins eigene Tor. Zum Ende der Saison 1987/88 stellte ihn Motherwell frei und so schloss sich Caughey in Nordirland dem Ards FC an. In der Spielzeit 1989/90 heuerte Caughey beim Bangor FC an und verhalf dem Verein im September 1991 zum Gewinn des Ulster Cups nach einem 3:1-Finalsieg gegen die Crusaders FC. Dabei verschoss er einen Elfmeter, bereitete danach ein Tor vor und sorgte selbst für den Endstand. Auf halbem Weg der Saison 1992/93 verließ er Bangor und verpasste dadurch den Gewinn des Irish Cups und des Ligapokals. Ziel war der Glentoran FC, für den er in seiner Jugendzeit schon gespielt hatte. Dort konnte er jedoch keine weitere Trophäe gewinnen und ließ die aktive Karriere bei Limavady United und dem Portstewart FC ausklingen. Nachdem die Fußballerkarriere ihr Ende gefunden hatte, arbeitete Caughey viele Jahre als Polizist und Gefängniswärter.

## Titel/Auszeichnungen
- Nordirische Meisterschaft (1): 1985/86
- Ulster Cup (1): 1991/92